# Мохол

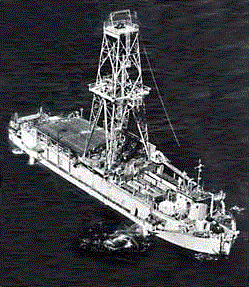
Бурова платформа CUSS I

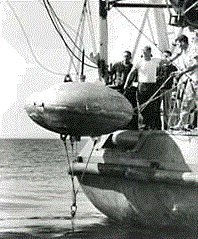
Глибоководний міхур для позиціонування ехолокатором

Проєкт «Мохол» (англ. Project Mohole) — спроба досягти  поверхні Мохоровичича глибоководним бурінням у 1961-1966. Проєкт здійснювався  Національним науковим фондом США. Мета проєкту не була досягнута.
Проєкт «Мохол» був названий на честь хорватського вченого Андрія Мохоровичича (хорв. Andrija Mohorovičić), який досліджував земну кору і мантію. Частина назви, hole, перекладається з англійської мови українською як «свердловина».
Проєкт базувався на припущенні, що товщина океанського дна до поверхні Мохоровичича набагато менше, ніж на суші. Було вибрано місце поруч з островом  Гуадалупе з глибиною океану близько 3.5 км. Було пробурено 5 пробних свердловин із заглибленням у дно до 180 метрів. Проєкт закритий у зв'язку з перевитратою коштів.
Однією з причин провалу була революційність буріння з плавучої незакріплені платформи на великих глибинах. Позиціонування платформи здійснювалося двигунами платформи по сигналам гідролокатора. Бурова платформа CUSS I створювалася консорціумом нафтовидобувних компаній в 1956 як випробувальний стенд для морського нафтовидобутку.